# Nathan Rees
Nathan Rees (nacido el 12 de febrero de 1968) fue el 41.er primer ministro de Nueva Gales del Sur. Fue premier desde el 5 de septiembre de 2008 hasta el 4 de diciembre de 2009. Es del Partido Laborista.